# Sonate pour piano no 2 de Mozart
Pour les articles homonymes, voir Sonate pour piano (homonymie).
La Sonate pour piano no 2 en fa majeur, KV 280/189e, de Wolfgang Amadeus Mozart a été composée à l'occasion de son voyage à Munich pour faire représenter son opéra La finta giardiniera. La date de composition se situe au début de 1775 alors que Mozart avait dix-huit ans. C'est la seconde d'une série de six sonates écrites lors de ce voyage.
Le manuscrit se trouve à la Bibliothèque Jagellonne. La sonate a été publiée en 1799 par Breitkopf & Härtel.

## Analyse de l'œuvre
La sonate se compose de trois mouvements :
- Allegro assai, en fa majeur, à 
, 144 mesures, 2 sections répétées deux fois (première section:mesures 1 à 56 et seconde section:mesures 57 à 144) - partition
- Adagio, en fa mineur, à 
, 60 mesures, 2 sections répétées deux fois (première section:mesures 1 à 24 et seconde section:mesures 25 à 60) - partition
- Presto, en fa majeur, à 
, 190 mesures, 2 sections répétées deux fois (première section:mesures 1 à 77 et seconde section:mesures 78 à 190) - partition

La durée de l'interprétation est d'environ 14 minutes.
Introduction de l'Allegro assai:
Introduction de l'Adagio:
Introduction du Presto: